# Rújino
Rújino (en rus: Ружино) és un poble del krai de Primórie, a l'Extrem Orient de Rússia, que en el cens del 2010 tenia 563 habitants.